# Jan Wałejko
Jan Wałejko (ur. 5 maja 1963 w Możdżanach, zm. 12 stycznia 2014 w Słupsku) – polski bokser, mistrz Polski.
Startował w wadze lekkiej (do 60 kg). Odpadł w eliminacjach na mistrzostwach Europy w 1989 w Atenach. Na mistrzostwach świata w 1989 w Moskwie również odpadł w eliminacjach, przegrywając drugą walkę.
Był mistrzem Polski w 1988, wicemistrzem w 1990 i brązowym medalistą w 1987. 
Po zakończeniu kariery sportowej mieszkał w Słupsku, Tam zmarł i został pochowany na miejscowym Starym Cmentarzu.